# Justizvollzugsanstalt Celle

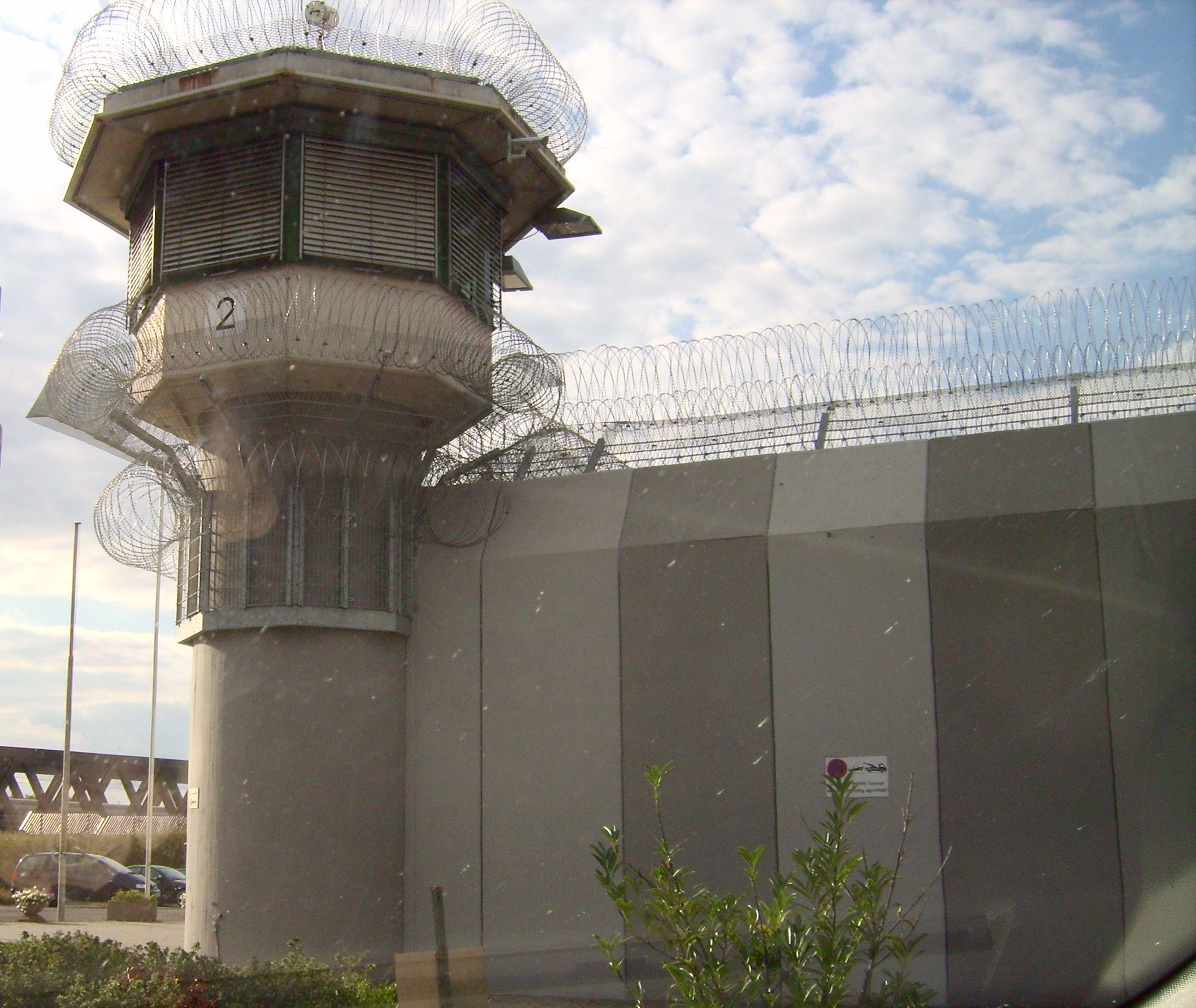
JVA Celle (Wachturm)

Die Justizvollzugsanstalt Celle (kurz JVA Celle) ist die Justizvollzugsanstalt mit der höchsten Sicherheitsstufe in Niedersachsen und ein so genanntes Hochsicherheitsgefängnis.

## Sachliche und örtliche Zuständigkeit

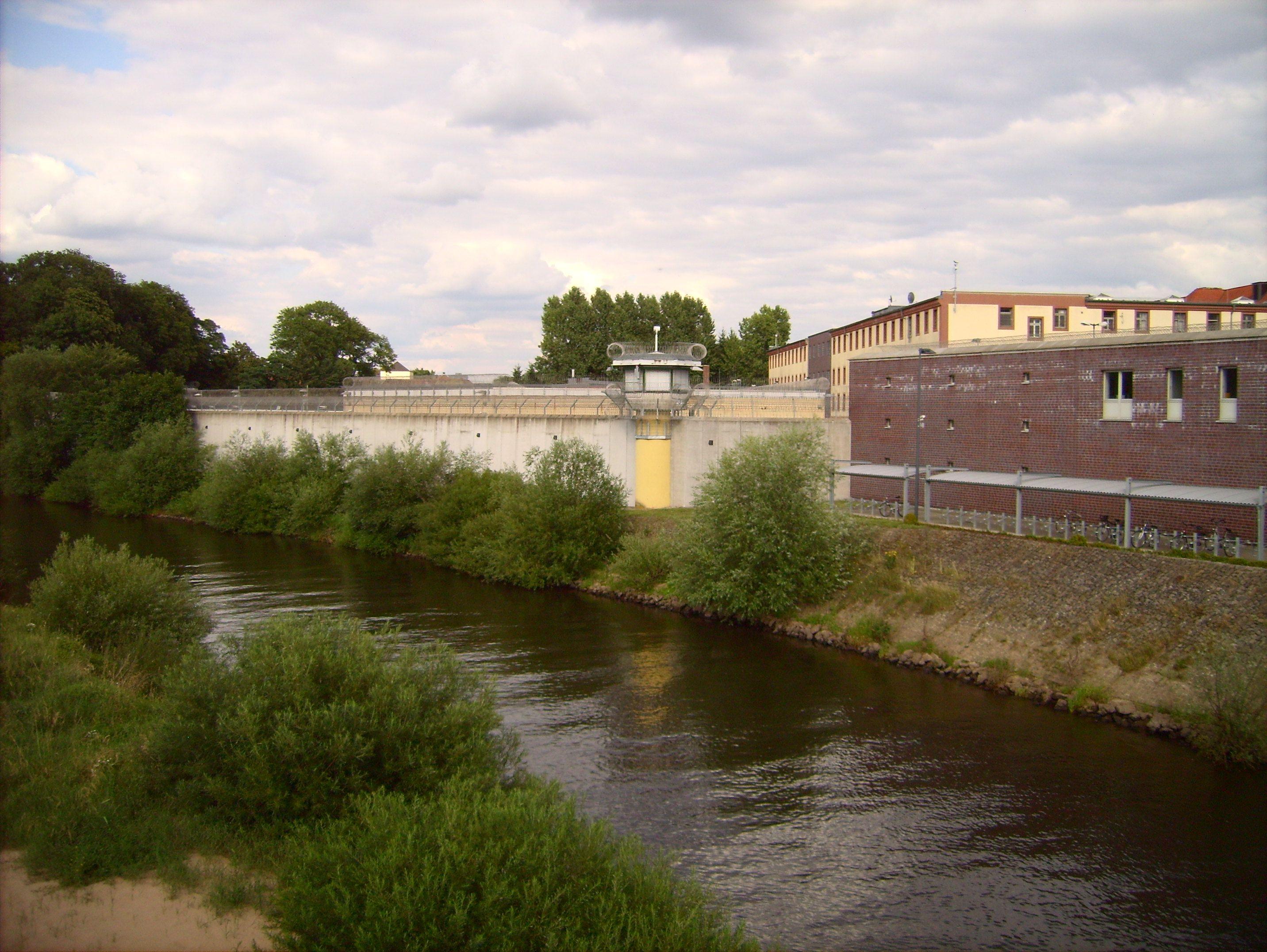
Mauer vom gegenüberliegenden Allerufer aus gesehen

In die JVA Celle werden männliche, erwachsene Gefangene eingewiesen, die zu mindestens fünf Jahren Freiheitsstrafe oder lebenslanger Freiheitsstrafe verurteilt wurden. Kürzere Freiheitsstrafen werden dort nur verbüßt, wenn Sicherungsverwahrung angeordnet oder vorbehalten wurde (die anschließende Sicherungsverwahrung wird dann in der JVA Rosdorf vollzogen) oder aus anderen Gründen eine Unterbringung in der sozialtherapeutische Abteilung erforderlich ist. Außerdem gibt es eine Abteilung für Untersuchungshaft.

## Belegungsfähigkeit
Seit der Schließung der Abteilung Salinenmoor 2014 verfügt die JVA Celle noch über 220 Haftplätze (150 Strafhaft, 38 Untersuchungshaft, 22 Sozialtherapeutische Abteilung und 10 Sicherheitsstation).

## Geschichte

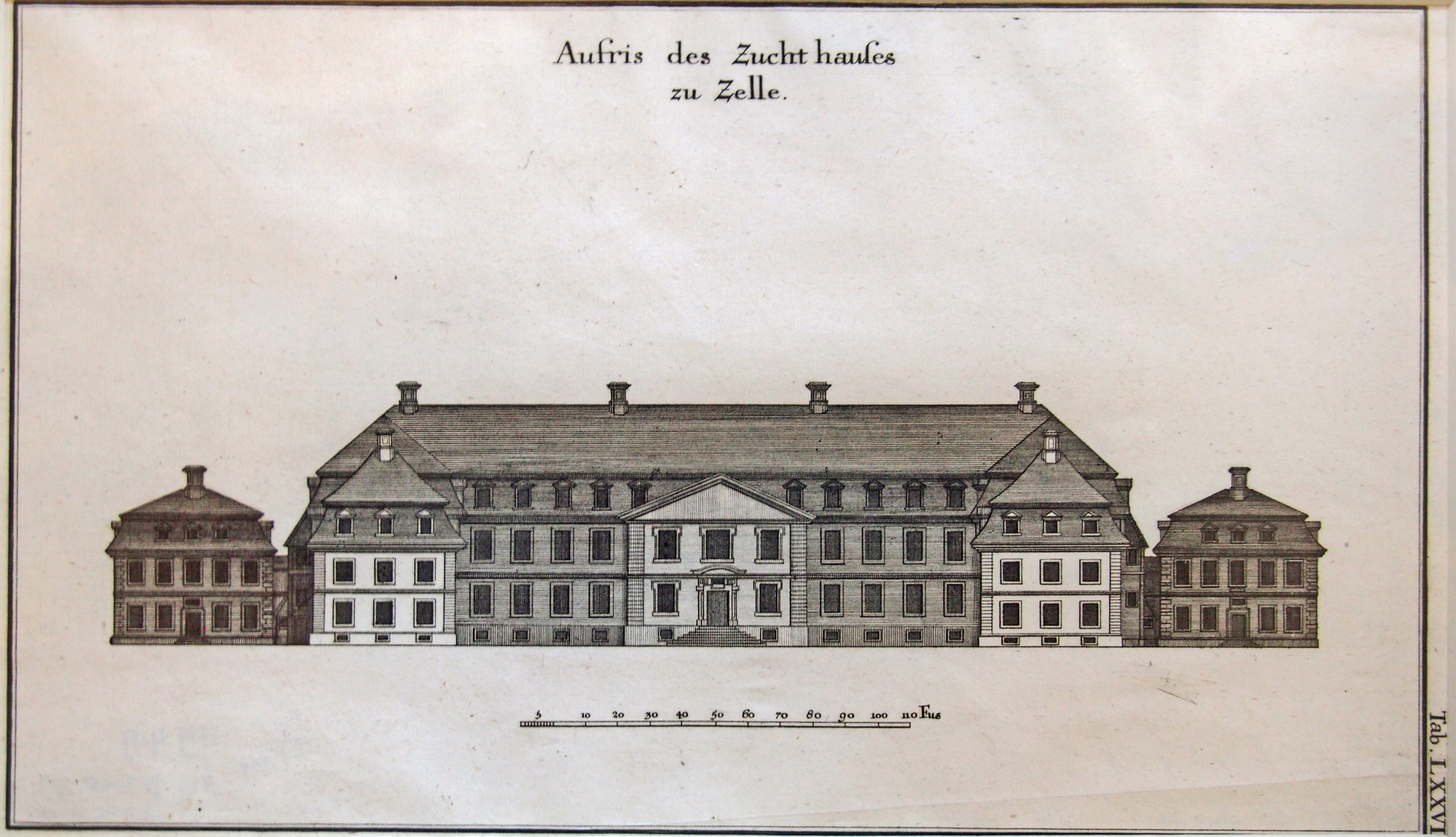
Das „Werck-, Zucht- und Tollhaus“ (1748)

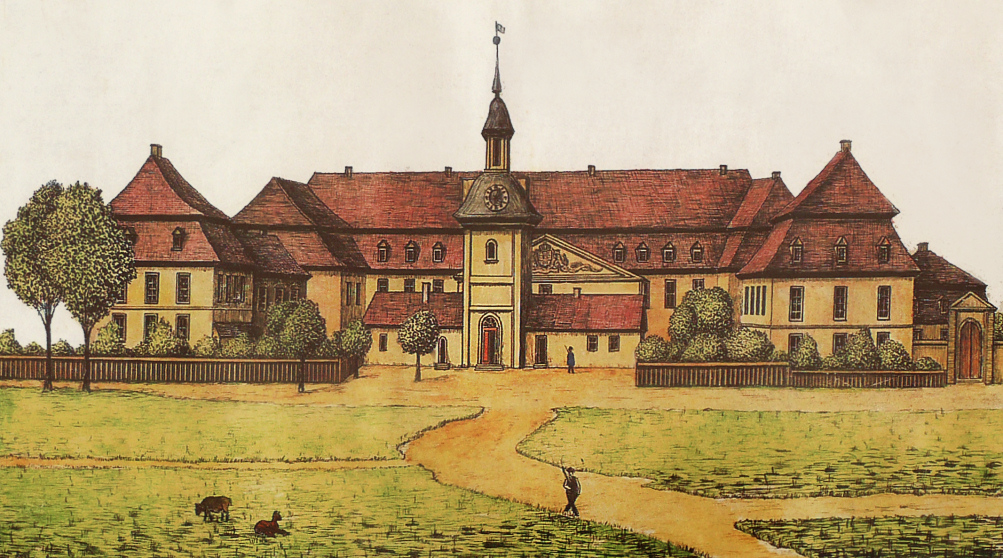
Das „Werck-, Zucht- und Tollhaus“ um 1800

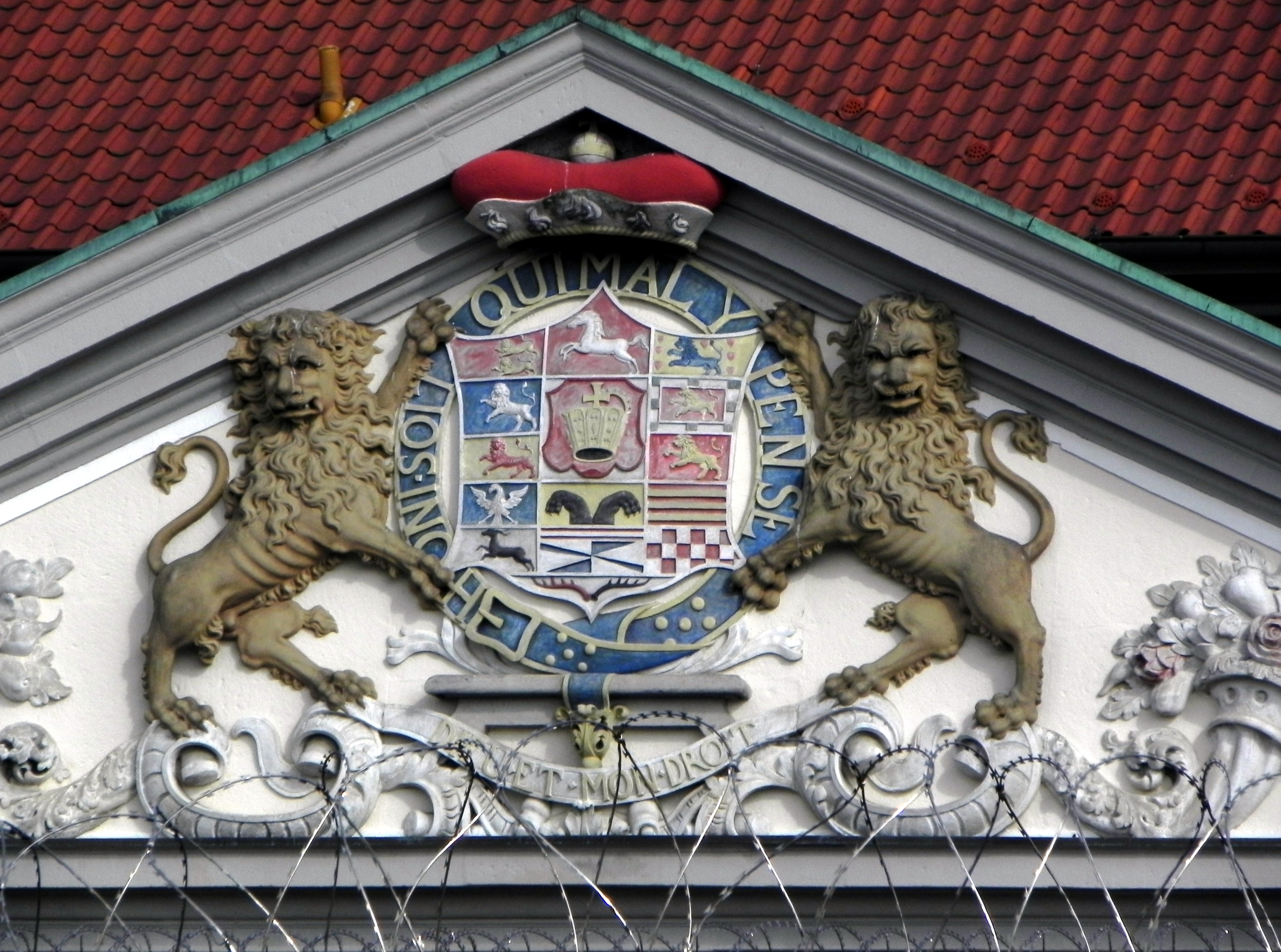
Chur-Hannoversches Wappen im Innenhof

Das Celler „Zuchthaus“, wie es in der Umgangssprache bis heute heißt, gilt als das älteste Gefängnis in Deutschland, das noch in Funktion ist. Hier lassen sich über drei Jahrhunderte alle wichtigen Phasen des modernen Strafvollzugs konzeptionell und baulich ablesen. Sie reichen vom „Zuchthaus“ des frühen 18. Jahrhunderts bis zum „Hochsicherheitstrakt“ des späten 20. Jahrhunderts. Dies lässt sich auch an den häufigen Namenswechseln erkennen, insgesamt etwa zehnmal.
Das Gefängnis entstand 1710 bis 1724 als „Werck-, Zucht- und Tollhaus“. Erbaut wurde es im französischen Stil von Johann Caspar Borchmann, dem Oberbaumeister des Herzogs Georg Wilhelm. Zu dieser Zeit lag die Anstalt noch außerhalb der Stadt in der Westceller Vorstadt. Sie wurde gegründet, um die Gefangenen nicht mehr ihrem Schicksal zu überlassen, sondern zu erziehen. Dieser Leitgedanke fand jedoch keinen Eingang in den lateinischen Spruch über dem Toreingang „Puniendis facinorosis custodiendia furiosis et mente captis publico sumptu dicata domus“ (Zur Bestrafung der Übeltäter, zur Bewachung der Tobsüchtigen und Geisteskranken aus öffentlichen Mitteln errichtetes Haus). Der Erziehungsgedanke war eine Idee, die erstmals in Holland umgesetzt worden war (Rasphuis Amsterdam). Damals wurden die sehr unterschiedlichen Gefangenen noch gemeinsam in Sälen untergebracht.
Im historischen Innenhof des Gebäudekomplexes findet man das Chur-Hannoversche Wappen mit dem Spruch des Hosenbandordens „Honi soit qui mal y pense“ (ein Schelm, wer Böses dabei denkt), und dem Wahlspruch der englischen Krone „Dieu et mon droit“ (für Gott und mein Recht). Zu Baubeginn (1710) regierte Georg I. Ludwig, Ritter des Hosenbandordens und später auch König von Großbritannien. 1833 wurden alle Geisteskranken aus dem Haus nach Hildesheim verlegt und der Anwalt Georg Friedrich König aus Osterode wegen freier Meinungsäußerung eingeliefert. Ende des 19. Jahrhunderts wurde die Anstalt zum Zellengefängnis, dem „Isolierzellentrakt“, erweitert, eine bis heute gültige Struktur.
Gegen Ende der Weimarer Republik wurde es unter dem Direktor Fritz Kleist preußisches „Reformgefängnis“. Neu waren unter anderem Gymnastik, Radioraum und Lesungen für die Gefangenen sowie ein Museum. Deswegen gaben die Celler Bürger dem Gefängnis den Spottnamen „Café Kleist“.
Ab 1934 wurden, wie schon während der Zeit des Königreichs Hannover und des Kaiserreichs, politische Gefangene in Haft genommen, darunter der Celler KPD-Vorsitzende Otto Elsner und Arbeiter der Widerstandsgruppe Hanomag. Einer der Anstaltsleiter in der Zeit des Nationalsozialismus war Otto Marloh. Zum Ende des Zweiten Weltkriegs starben von Januar bis zum Einmarsch der Briten am 15. April 1945 insgesamt 228 Häftlinge infolge der schlechten Haftbedingungen des überbelegten Gefängnisses. Die Toten wurden nicht auf Friedhöfen bestattet, sondern auf dem Zuchthausgelände verscharrt. Nach dem Zweiten Weltkrieg wurde das Gefängnis mehrmals umbenannt, zuerst in „Strafanstalt“, dann in „Strafgefängnis“, 1972 schließlich in „Justizvollzugsanstalt“. Zu dieser Zeit entstand die neue Außenmauer aus Beton und ein hochgradig abgesicherter Sondertrakt für Gefangene der Rote Armee Fraktion. Der Einbau eines modernen Treppenhauses in den späten 1990er-Jahren war der letzte große bauliche Eingriff.
Organisatorisch war der JVA Celle die Justizvollzugsanstalt Salinenmoor (JVA Celle, Abt. Salinenmoor) angegliedert, in der kürzere Freiheitsstrafen vollzogen und auch offener Vollzug praktiziert wurde. Seit 2014 ist Salinenmoor geschlossen.
Bis 2013 war die JVA Celle zentral für den Vollzug der Sicherungsverwahrung in Niedersachsen zuständig; seitdem ist dafür die JVA Rosdorf zuständig, auf deren Gelände ein Unterkunftshaus für Sicherheitsverwahrte neu errichtet wurde.

## Bekannte Vorfälle

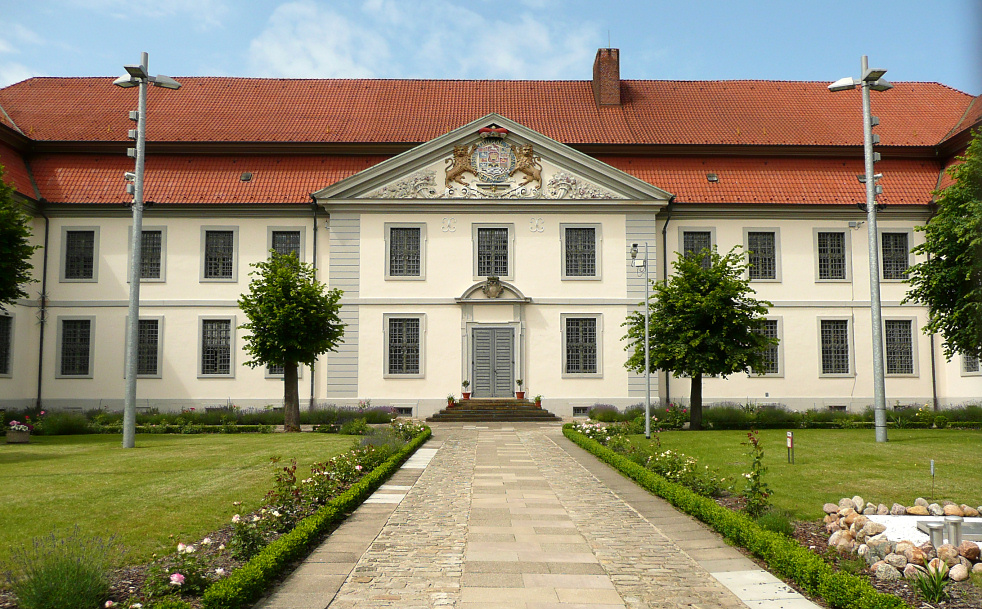
Historischer Innenhof

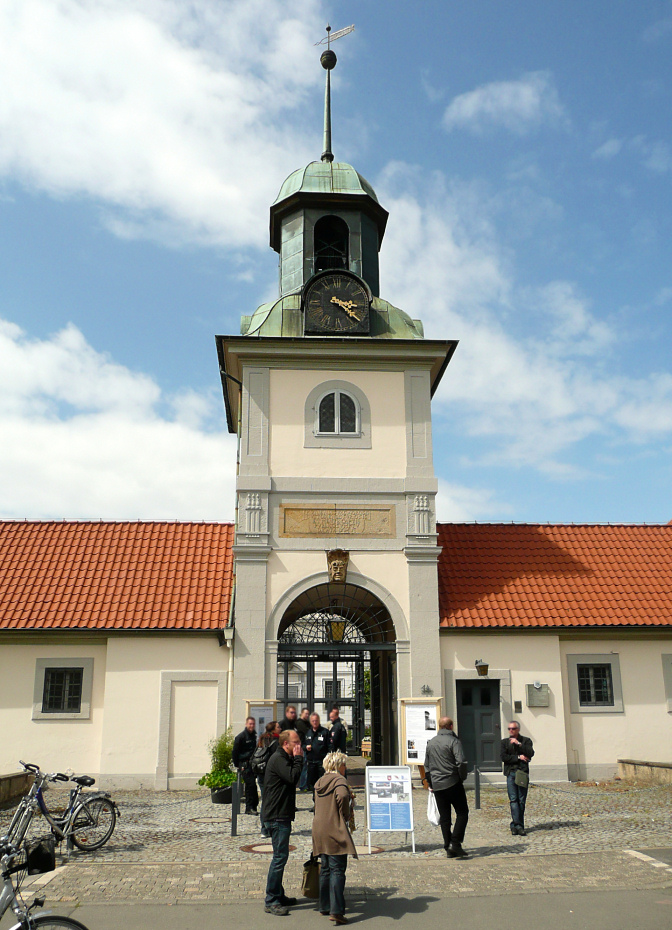
Historischer Torturm am Eingang

Zum 25. Juli 1978 initiierte der Verfassungsschutz die Aktion Feuerzauber. Dieser Anschlag auf die JVA schaffte die Voraussetzungen, verdeckte Ermittler in die linksextremistische Szene einzuschleusen und sorgte für die politische Affäre Celler Loch.
Am 21. Mai 1984 nahmen die Strafgefangenen Peter Strüdinger und Norman Kowollik mit selbstgebauten Schusswaffen einen JVA-Beamten als Geisel und erzwangen die Flucht mit einem BMW und 300.000 D-Mark Lösegeld. Sie konnten bereits am nächsten Tag in Bremen wieder verhaftet werden, da ihr Fluchtwagen mit einem Peilsender ausgerüstet war.
Am 21. Oktober 1991 überwältigten vier Häftlinge mithilfe selbst gebastelter Waffen drei JVA-Beamte und legten ihnen mit Sprengstoff gefüllte Halskrausen um. Mit einem Fluchtwagen und zwei Millionen D-Mark Lösegeld verließen die Täter die JVA. Am nächsten Tag gab die Polizei die Identität der Flüchtenden bekannt: Es handelte sich um Bruno Reckert, Samir El-Atrache, Ivan Jelinic und den als „extrem gefährlich“ eingestuften Dirk Dettmar. Nach mehreren Autodiebstählen und Geiselnahmen konnten die vier Täter zwei Tage später wieder verhaftet werden; El-Atrache und Reckert wurden widerstandslos in Karlsruhe aufgegriffen, Jelinic und Dettmar nach einem Schusswechsel in Ettlingen. 1991 setzte der Niedersächsische Landtag zu dem Vorfall einen Untersuchungsausschuss ein (Siehe auch: Liste der Untersuchungsausschüsse des Niedersächsischen Landtags).
Am 21. Mai 1995 gelang Peter Strüdinger erneut die Flucht. Mit seinem Mithäftling Günther Finneisen nahm er erneut einen JVA-Beamten als Geisel und erzwang erneut die Flucht aus der Haftanstalt. Diesmal flüchtete er mit einem Porsche und 200.000 D-Mark Lösegeld. Erst nach 51 Stunden gelang es der Polizei, die beiden Entflohenen in Osnabrück wieder zu verhaften. Finneisen kam daraufhin in Isolationshaft, in der er sich mehr als 16 Jahre befand. Kriminologen und einzelne Politiker bewerten den Fall als inhuman und als Folter.
Am 26. Februar 1996 fesselte, knebelte und vergewaltigte ein wegen Mordes und Vergewaltigung einsitzender Häftling seine 48-jährige Sozialarbeiterin während eines Beratungsgesprächs in der Abteilung Salinenmoor. Der mit einem Messer und einer Schere bewaffnete Täter drohte die Frau danach umzubringen, weshalb sich die Gefängnisdirektorin Katharina Bennefeld-Kersten als Ersatzgeisel anbot und den Täter überreden konnte, die Beschäftigte freizulassen. Er misshandelte sie in gleicher Weise, ehe er einen Fluchtwagen und Lösegeld forderte. Erst nach viereinhalb Stunden konnte der Täter zur Aufgabe überredet werden. In der Zelle des Häftlings, über den bereits Sicherungsverwahrung verhängt worden war, fanden die Beamten noch 20 weitere Messer.
Im Januar 2008 kam es in der Abteilung Salinenmoor zu sexuellen Misshandlungen an einem Gefangenen durch zwei Zellengenossen, bei denen das Opfer lebensgefährliche Verletzungen erlitt. Im Januar 2011 klagte ein weiterer Häftling über sexuelle Übergriffe, welche allerdings nicht bewiesen werden konnten.

## Persönlichkeiten

### Beamte
- Fritz Kleist, 1930 bis 1933 reformorientierter Leiter der Anstalt[1]

### Inhaftierte

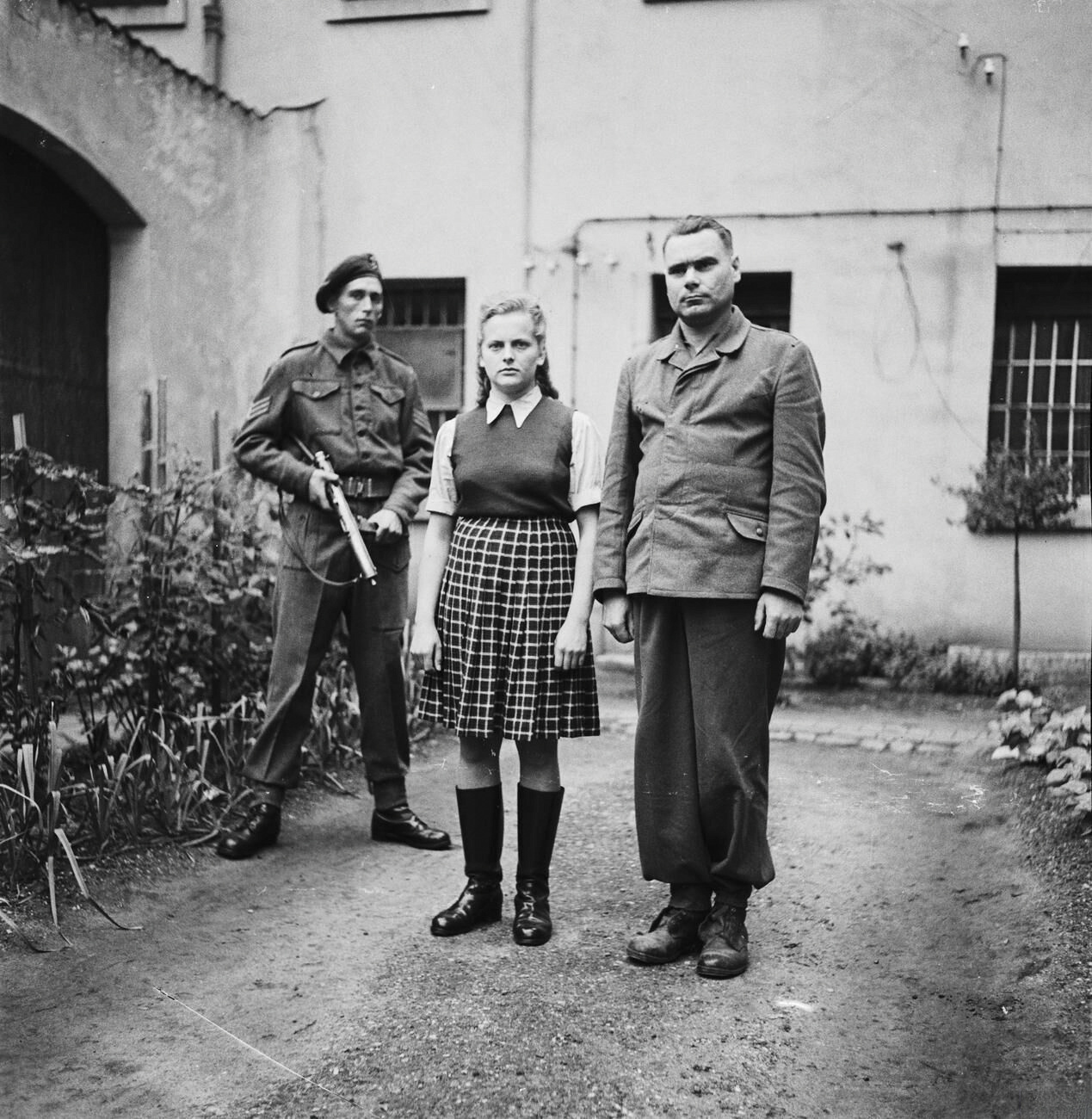
Die Kriegsverbrecher Irma Grese und Josef Kramer im Gefängnishof in Celle im August 1945

| - Paul Arndt - Hermann Cornelius - Olaf Däter - Sigurd Debus - Karl-Heinz Dellwo - Dirk Dettmar - Burkhard Driest - Bruno Fabeyer - Knut Folkerts - Irma Grese - Rudi Goguel - Claus Heim | - Dietmar Jüschke - Josef Kramer - Hans Leuss - Rudolf Pleil - Bernhard Rakers - Ronny Rieken - Thomas Rung - Hans Günther Hermann Stumpe - Peter Strüdinger - Lutz Taufer - Karl Tuttas - Ferenc Sós - Martin Ney |

## Politaffäre um dasCeller Loch
Am 25. Juli 1978 war die JVA Celle Schauplatz eines vom Verfassungsschutz Niedersachsen in Zusammenarbeit mit der GSG 9 inszenierten Sprengstoffanschlags, der unter dem Begriff Celler Loch in die Geschichte einging. Mit der Aktion sollte ein V-Mann des Verfassungsschutzes per Kontaktaufnahme über die in Celle inhaftierten Mitglieder der linksterroristischen Gruppierung RAF in diese Vereinigung eingeschleust werden. Der Plan, für den Anschlag offiziell die linksextreme Szene verantwortlich zu machen, scheiterte jedoch. Die Affäre wurde 1986 durch Presserecherchen publik und brachte den damaligen niedersächsischen Innenminister, Wilfried Hasselmann, in Bedrängnis.